# Staffatrice
La staffatrice automatica è una macchina utilizzata in edilizia per la produzione di staffe, elementi trasversali delle comuni armature in ferro per cemento armato.

## Descrizione
Le moderne staffatrici automatiche lavorano generalmente ferro in bobine o coils, nei diametri compresi generalmente tra 6 e 16 mm.
Queste macchine comprendono i seguenti organi : organo di raddrizzatura per rendere rettilineo il ferro proveniente da bobine; organo di traino per avanzare il ferro; organo di misurazione al fine di misurare la lunghezza dei vari lati delle staffe; organo di piegatura che effettua le pieghe necessarie per ottenere la forma desiderata ed infine un organo di taglio.
Il controllo di queste macchine è affidato a un controllo numerico o PLC industriale e l'ingresso dei dati è facilitato da un monitor. Per l'azionamento degli organi della staffatrice automatica si possono utilizzare particolari motori elettrici (comunemente servomotore), oppure dispositivi idraulici quali motori e cilindri idraulici.

## Funzionamento
Una volta programmati i dati relativi alla staffa da realizzare, la staffatrice automatica avanza il ferro attraverso l'organo di raddrizzatura, generalmente costituito da una serie di ruote contrapposte. Queste ruote sono regolabili in relazione al diametro del ferro da lavorare.
L'avanzamento del ferro è ottenuto tramite una o più ruote di traino, mantenute in forte aderenza sul tondino di ferro generalmente tramite cilindri pressurizzati da aria compressa o olio.
Il ferro, spinto dalle ruote di traino, mette in movimento una o più ruote di misurazione, collegate ad un encoder, al fine di controllare l'esatta lunghezza dei lati della staffa.
Una volta avanzato il ferro della lunghezza desiderata, esso viene automaticamente piegato da un organo di piega, generalmente costituito da un mandrino centrale e da un perno periferico, montati su un braccio o disco. Il mandrino centrale è sostituibile in funzione del raggio di piegatura desiderato che varia con il diametro del ferro in lavorazione.
La sequenza di avanzamenti e piegature determina la dimensione e la forma della staffa; una volta terminata essa viene tagliata, cioè separata dal tondino in lavorazione. L'organo di taglio è generalmente localizzato nelle immediate vicinanze dell'organo di piega.

## Dati tecnici
Le moderne staffatrici automatiche sono macchine molto veloci e presentano mediamente le seguenti caratteristiche :
- lavorazione di due tondini simultaneamente
- regolazione elettronica dell'organo di raddrizzatura
- velocità di traino di 2 m/s o superiore
- velocità di piegatura di 1000 °/s o superiore

Il ciclo di produzione di una comune staffa rettangolare di sviluppo complessivo di 1500 mm con 5 pieghe necessita circa 3 secondi e pertanto la produttività teorica per minuto è di 40 staffe (utilizzando 2 ferri simultaneamente).
Tali altissime prestazioni consentono di abbattere il costo di produzione delle staffe per cemento armato ed hanno favorito la diffusione delle staffatrici automatiche in luogo della vecchia modalità manuale di produzione.